# Хніс
Хніс (араб. خنيس) — місто в Тунісі у регіоні Сахель. Входить до складу вілаєту Монастір. Знаходиться на центральному узережжі Тунісу, за 5 км на південь від Монастіра та за 180 км від столиці країни. Станом на 2004 рік тут проживало 9 748 осіб.
| Туніс | Це незавершена стаття з географії Тунісу. Ви можете допомогти проєкту, виправивши або дописавши її. |